# Berliner Außenring

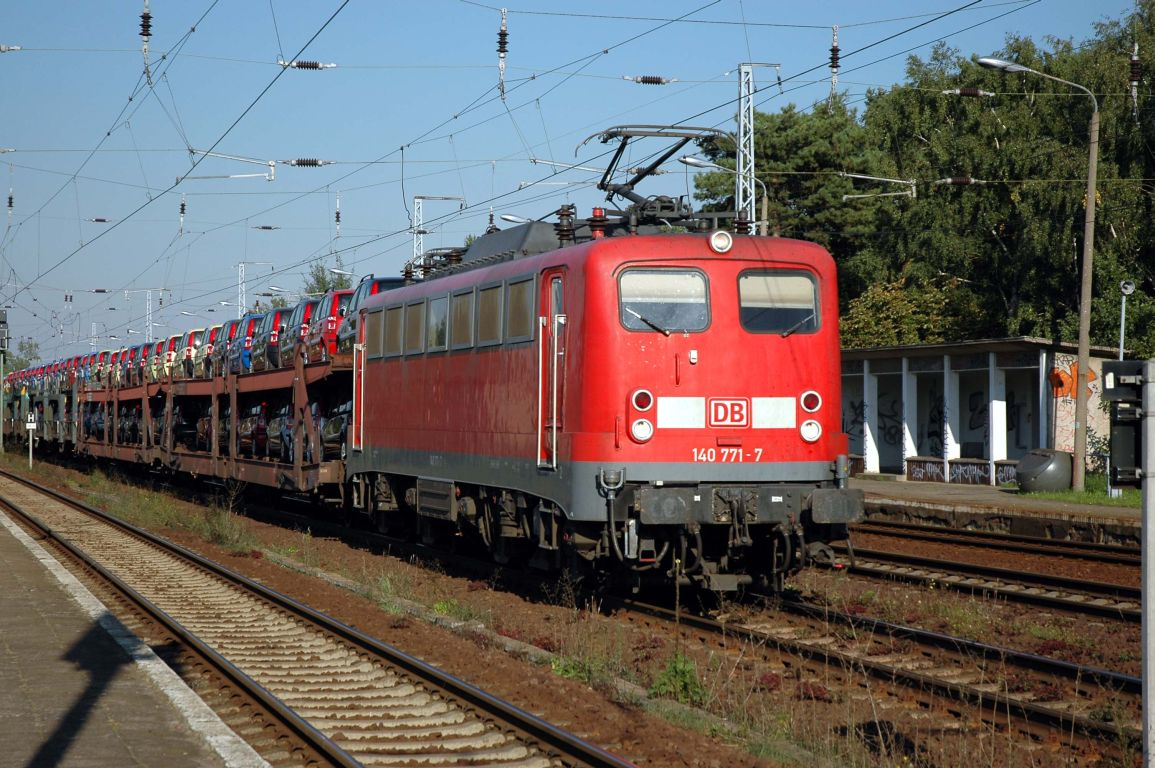
La stazione di Genshagener Heide

Il Berliner Außenring (letteralmente "anello esterno berlinese") è una linea ferroviaria circolare di 125 km, che corre intorno alla parte occidentale della capitale tedesca.

## Storia
La linea fu costruita dal 1948 al 1961 dall'amministrazione ferroviaria della Repubblica Democratica Tedesca, la Deutsche Reichsbahn, utilizzando parzialmente tratte ferroviarie preesistenti, per deviare il traffico ferroviario dai settori occidentali di Berlino.
Prima dell'ultimazione del Berliner Außenring merci e passeggeri tra Berlino Est e i distretti situati ad ovest della città, quali Potsdam, dovettero attraversare il territorio di Berlino Ovest. Pertanto la costruzione di questo anello costituiva un'importante condizione logistica per la chiusura totale, ottenuta poi nell'agosto del 1961 con la costruzione del Muro di Berlino.
Con la riunificazione tedesca (1990), il traffico ferroviario passeggeri è stato di nuovo deviato sulla Stadtbahn di Berlino. Il Berliner Außenring, tuttavia, rimane ancora oggi molto importante per il traffico merci; molte tratte vengono percorse anche da treni regionali.

## Caratteristiche

### Percorso (INCOMPLETO)
| Station on track |

| Unknown route-map component "ABZglr" |

| Unknown route-map component "KRZo" |

| Unknown route-map component "ABZg+r" |

| Unknown route-map component "eTBHFo" |

| Unknown route-map component "hKRZWae" |

| Unknown route-map component "eBHF" |

| Unknown route-map component "ABZgr" |

| Unknown route-map component "eTHSTo" |

| Unknown route-map component "SKRZ-Ao" |

| Unknown route-map component "ABZg+r" |

| Station on track |

| 15,5 |
| 7,8  |

| Unknown route-map component "eBHF" |

| Unknown route-map component "ABZgl" |

| Station on track |

| Unknown route-map component "ABZg+l" |

| Unknown route-map component "KRZo" |

| Unknown route-map component "ABZgl" |

| Unknown route-map component "ABZg+r" |

| Station on track |

| Unknown route-map component "ABZgr" |

| Unknown route-map component "KRZu" |

| Unknown route-map component "ABZg+r" |

| Unknown route-map component "ABZgr" |

| Unknown route-map component "eBHF" |

| Unknown route-map component "STR+r" | Straight track |  |

| Station on track | Station on track |  |

| Unknown route-map component "eABZg+l" | Unknown route-map component "eKRZ" |  |

| One way rightward | Straight track |  |

| Unknown route-map component "STR+GRZq" |

| Unknown route-map component "ABZglr" |

| Unknown route-map component "KRZo" |

| Unknown route-map component "ABZg+r" |

| Unknown route-map component "hKRZWae" |

| Unknown route-map component "ABZg+l" |

| Unknown route-map component "KRZo" |

| Unknown route-map component "hKRZWae" |

| Unknown route-map component "ABZglr" |

| 44,2 |
| 25,0 |

| Unknown route-map component "ABZg+r" |

| Unknown route-map component "KRZo" |

| Unknown route-map component "eABZg+l" |

| Unknown route-map component "mKRZo" |

|  | Unknown route-map component "ABZglr" | Unknown route-map component "STR+r" |

|  | Straight track | Unknown route-map component "ABZg+l" |